# Keroplatus fiebrigi
Keroplatus fiebrigi är en tvåvingeart som beskrevs av Edwards 1934. Keroplatus fiebrigi ingår i släktet Keroplatus och familjen platthornsmyggor. Inga underarter finns listade i Catalogue of Life.